# Грошова реформа
Грошова реформа — проведення деномінації грошей, вилучення з обігу знецінених паперових грошей, випуск нових грошових одиниць, зміна їх золотого вмісту з метою зміцнення грошової системи.

## Мета та причини проведення
Мета грошової реформи — це надання національній валюті характеру справді єдиного законного платіжного засобу та суттєвого підвищення її купівельної спроможності й конвертованості.
Грошові реформи необхідні у випадках:
- зміни державних устроїв;
- глибоких економічних криз фінансової системи;
- економічних потрясінь, коли гроші перестають виконувати свої функції;
- поглиблення дефіциту бюджету та інфляційних процесів;
- падіння ролі грошей, розрахунків, кредиту.

## Класифікація грошових реформ
За глибиною проведення:
- повні (структурні) ─ створення нової країни, зміна виду грошової системи тощо;
- реформи часткового типу.

За характером обміну старих грошей на нові:
- формальні — грошова одиниця країни змінює тільки вигляд та захист;
- конфіскаційні («шокові») — існують обмеження на кількість обмінюваних коштів, на форми грошей, які можуть підлягати обміну (наприклад, обмінюється тільки готівка, а банківські вклади — ні).
- консервативні — нова грошова одиниця, розширюючи сферу свого функціонального застосування, витискає старі гроші поступово. У результаті протягом певного часу, коли в обігу знаходяться дві грошові одиниці — стара й нова, відбувається відповідна сегментація сфери грошового обігу.

За строками проведення:
- одномоментні грошові реформи — проводяться за один раз, обмінювання грошової одиниці здійснюється за 10-15 днів;
- паралельні — обмін триває кілька років, валюту вилучають з обігу поступово.

## Методи проведення грошових реформ
У процесі грошових реформ можуть застосовуватись такі методи: дефляція, деномінація, нуліфікація, девальвація, ревальвація.
- Дефляція — процес призупинення або стримування темпів зростання грошової маси в обігу. За своїм змістом і наслідками дефляція є складовою частиною антиінфляційної програми.
- Деномінація — укрупнення грошової одиниці країни без зміни її найменування, що проводиться з метою полегшення грошового обігу і надання більшої повноцінності грошам. При цьому змінюється масштаб цін, кількість грошей в обігу скорочується, а величина грошової одиниці збільшується.
- Нуліфікація — оголошення державою знецінених грошових знаків недійсними.
- Девальвація — знецінення національної грошової одиниці порівняно з іноземною валютою чи міжнародними валютно-розрахунковими одиницями. Проявляється вона у підвищенні валютних курсів іноземних валют щодо національної валюти.
- Ревальвація — підвищення курсу вартості національної валюти щодо іноземних чи міжнародних валют.